# Радован Вукадиновић
Академик проф. др Радован Вукадиновић (Тавник, Краљево 20. мај 1953) је доктор правних наука, редовни професор у пензији Правног факултета Универзитета у Крагујевцу. Пензионисан је у септембру 2018. године.
Рођен је 20. маја 1953. године. Ожењен је, отац двоје деце. Говори енглески, руски и немачки језик.
Образовање:
- 1968. Завршио основну школу као носилац Дипломе „Вук Караџић"
- 1972. Завршио гимназију у Краљеву са дипломом „Светозар Марковић"
- 1976. Правни факултет Универзитета у Новом Саду
- 1978. Последипломске студије на Правном факултету Универзитета у Београду, положио усмени магистарски испит са одликом
- 1981. Магистрирао на Правном факултету у Крагујевцу
- 1985. Докторирао на Правном факултету у Крагујевцу
- од 2015. Академик Академије наука и умјетности Републике Српске (АНУРС)

Стручно се усавршавао у Лондону (1982. и 1991), Минхену (1985, 1994. и 2006), Хамбургу (1989, 1996. и 2000), Манхајму (1998) и Хајделбергу (2004).
Члан југословенског удружења за пословно право, Југословенског Удружења за Право ЕУ, словенског удружења за упоредно право, Југословенског удружења за међународно право и др.
Обављао је функције:
- 1987 — 1989. Продекан Правног факултета
- 1990 — 1995. Директор Института за правне и друштвене науке
- од 2000. Директор Центра за право Европске уније
- од 2003. године Декан Правног факултета

Био је редовни професор Правног факултета Универзитета у Крагујевцу за наставне предмете Међународно пословно право и Право Европске уније.
Био је шеф катедре за Привредно право као и Директор Центра за право ЕУ. Покретач је и бивши главни уредник „Ревије за европско право“. Оснивач је и бивши директор Зимске школе европског права.
Био је руководилац одељења за правне, економске и демографске науке Центра Српске Академије Наука и Уметности у Крагујевцу. Био је члан Савезног Правног савета и Комисије за хармонизацију југословенског права са правом ЕУ као и експерт Савезне владе за Право ЕУ и Међународно пословно право. Арбитар је при Спољнотрговинској арбитражи у Београду.
Предавао је на Факултету за менаџмент у Београду, Факултету за политичке науке у Београду, Економском факултету у Крагујевцу и последипломским студијама на Правном факултету у Београду, Бањој Луци, Подгорици и Новом Саду.

### Књиге
1. Уговор о улагању средстава страних лица у домаће организације, магистарски рад, 1982.
2. Правни односи у међународном документарном акредитиву, Београд, 1989.
3. Европска економска заједница, Вол. И, Институције, Београд, 1991.
4. Право Европске уније, Београд, 1995, 1996, 2001.[2]
5. Основни појмови о праву и институцијама Европске уније, Београд, 1998.
6. Стварање и остваривања субјективних права у Европској унији, Београд, 1998.
7. Банкарске гаранције на позив у међународној пракси, (коаутор), Београд, 1995.
8. Међународне финансијске институције (коаутор), Београд, 1997.
9. Увод у еуризацију (коаутор), Београд, 2000.
10. Увод у институције и право ЕУ, Крагујевац, 2016.[3]

### Зборници
Уредио два зборника радова: 
1. Правни и економски оквири укључивања југословенских предузећа у унутрашње тржиште Европске уније, Крагујевац, 1994.
2. Начела Европског уговорног права и југословенско право, прилог хармонизацији домаћег законодавства, Крагујевац, 2001.

### Преводи књига
- Превео ABC of Community Law.